# D. John Roberts
Donald John Roberts (* 11. Februar 1945 in Winnipeg) ist ein kanadischer Wirtschaftswissenschaftler an der Stanford University.
Roberts erwarb 1967 an der University of Manitoba einen Bachelor und 1972 bei Hugo Freund Sonnenschein mit der Arbeit Lindahl Equilibrium and the Allocation of Public Goods an der University of Minnesota einen Ph.D. in Wirtschaftswissenschaften. Er hatte zunächst eine Professur an der Kellogg School of Management der Northwestern University inne, bevor er 1980 an die Stanford University wechselte. Hier ist er emeritierter John H. Scully Professor of Economics, Strategic Management, and International Business.
Roberts’ Forschungen trugen wesentlich zur Entwicklung wirtschaftswissenschaftlicher Theorien bei, insbesondere zur Spieltheorie und ihren Anwendungen in Fragen der Wirtschaft und des Managements. Er untersuchte den Wettbewerb in der Industrie, insbesondere unter Bedingungen der asymmetrischen Information, und Organisationsökonomie. Jüngere Arbeiten befassen sich mit randomisierten Untersuchungen zu Änderungen der Unternehmensführung in Großunternehmen.
Seit 1982 ist Roberts Mitglied der Econometric Society. 2005 wurde er in die American Academy of Arts and Sciences gewählt, 2007 erhielt er ein Ehrendoktorat der University of Winnipeg. Sein Buch The Modern Firm: Organizational Design for Performance and Growth wurde von der Zeitschrift The Economist 2004 als bestes Wirtschaftsbuch des Jahres ausgezeichnet.
Zu seinen Doktoranden gehören Susan Athey und Garth Saloner.

## Schriften
- Mit Paul R. Milgrom: Economics, Organization, and Management. Prentice Hall, 1992. ISBN 978-0-13-224650-7
- The Modern Firm: Organizational Design for Performance and Growth. Oxford University Press, 2004. ISBN 978-0-19-829375-0
- Mit Robert Gibbons (Hrsg.): Handbook of Organizational Economics. Princeton University Press, 2012. ISBN 978-0-691-13279-2